# Francisco I de Médici

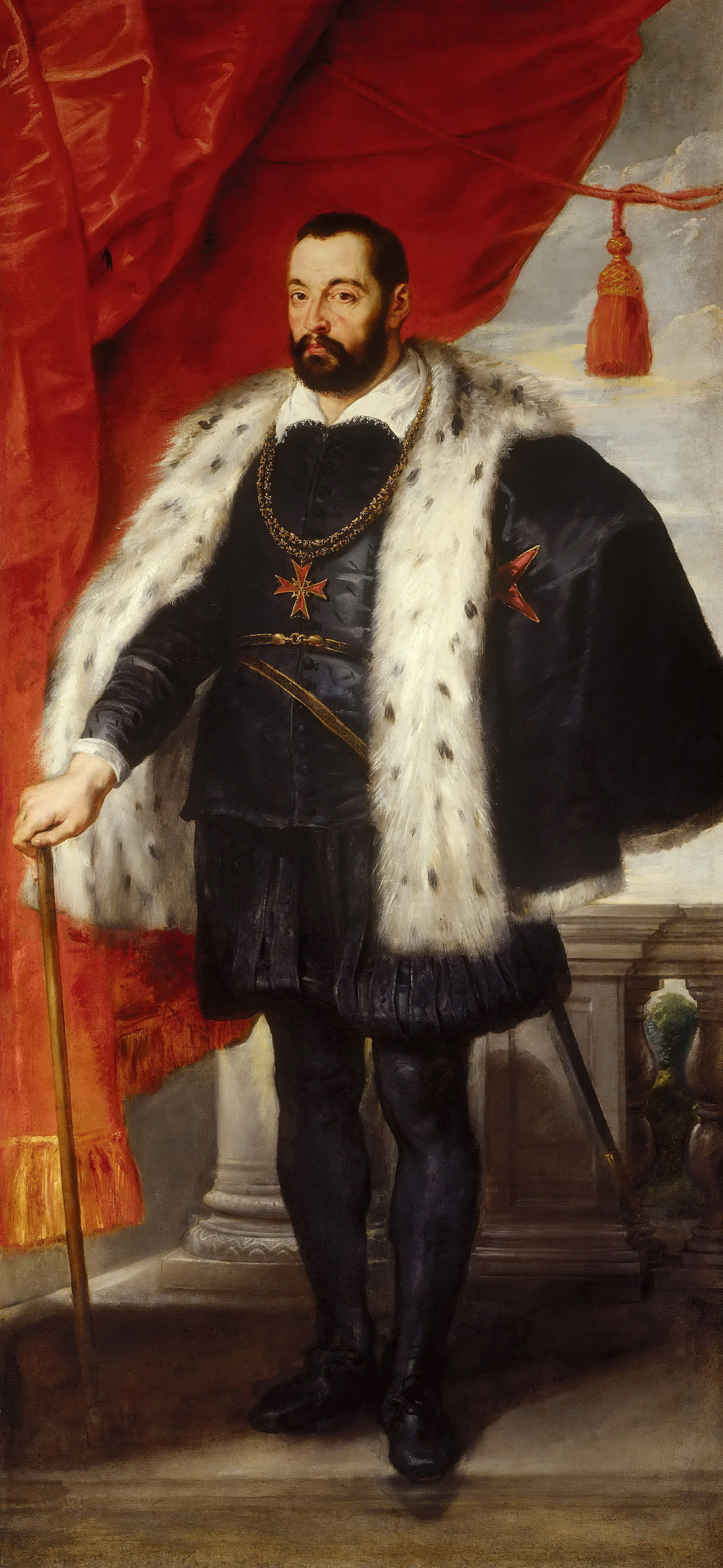
Francisco I de Médici, por Peter Paul Rubens

Francisco I de Médici (em italiano:  Francesco I de' Medici; Florença, 25 de março de 1541 — Florença, 19 de outubro de 1587) foi o filho mais velho de Cosme I de Médici e Leonor de Toledo. Foi Grão-Duque da Toscana de 1574 a 1587.

## Biografia
Em 18 de dezembro de 1565, casou-se com Joana de Habsburgo (1548-1578), filha de Fernando I de Habsburgo e Ana Jagelão.
Logo após a morte da Grã-Duquesa Joana, em 1578, Francisco casou-se com sua amante, Bianca Cappello, viúva, cujo marido havia sido assassinado, dizem que a mando de Francisco I. Por causa da rapidez do casamento, surgiram boatos de que Francisco I e Bianca Capello, teriam provocado a morte da Grã-Duquesa.
Francisco construiu e decorou a Villa Medicea di Pratolino para Bianca. Ela, porém, não era popular entre os florentinos. Eles não tinham filhos, mas Francisco adotou a filha de Bianca, fruto do primeiro casamento desta. Bianca Cappello adotou um recém-nascido, Antonio (29 de agosto de 1576 - 2 de maio de 1621), com a intenção de apresenta-lo a Francisco como seu filho de sangue, pórem o plano não deu certo.
Pouco interesado na política, Francisco se dediccou mais às Ciências, a Alquimia, a Arquitetura e a decoração. Ele fundou a fabricação de porcelana e faiança, mas estes não prosperam até depois de sua morte. Ele continuou o patrocínio do pai aos artistas, construiu o Teatro Medici, bem como fundou a Accademia della Crusca. Iniciou a construção de uma galeria de pinturas e artesanato, a que chamou de "studiolo, e ampliou e embelezou a Villa Medici.
Como seu pai, Francisco era muitas vezes um despota. Mas, enquanto Cosme, tinha conseguido manter a independência de Florença, Francisco agiu mais como um vassalo de seu sogro, o imperador do Sacro-Império, Fernando I de Habsburgo. Francisco cobrava pesados impostos de seus súditos, a fim de pagar grandes somas ao império.
Francisco I morreu em 19 de outubro de 1587, no mesmo dia que Bianca Cappello, o que reforça a teoria de que ambos foram envenenados. Por não posuir descendência masculina legítima, ao morrer foi sucedido por seu irmão mais novo, Fernando I de Médici.

## Casamentos e descendência
De seu primeiro casamento, com Joana da Áustria, nasceram oito filhos:
- Leonor de Médici (28 de fevereiro de 1567 − 9 de setembro de 1611), casou-se em 1584 com seu primo Vicente I Gonzaga, Duque de Mântua, com descendência;
- Romola de Médici (20 de novembro de 1568 - 2 de dezembro de 1568), morreu na infância;
- Ana de Médici (31 de dezembro de 1569 − 19 de fevereiro de 1584), morreu solteira aos 14 anos de idade;
- Isabel de Médici (30 de setembro de 1571 − 8 de agosto de 1572), morreu na infância;
- Lucrécia de Médici (7 de novembro de 1572 − 14 de agosto de 1574), morreu na infância;
- Maria de Médici (26 de abril de 1575 − 3 de julho de 1642), casou-se em 1600 com Henrique IV de França, com descendência;
- Filipe de Médici (20 de maio de 1577 − 29 de março de 1582), Grão-Príncipe da Toscana, morreu na infância.
- Filho natimorto (10 de abril de 1578)

De Bianca Cappello, com quem veio a casar em 10 de junho de 1579, teve um filho considerado ilegítimo uma vez que nasceu antes do casamento de seus pais:
- António de Médici (29 de agosto de 1576 – 2 de maio de 1621), casou-se secretamente com Artemisia Tozzi, com descendência.